# Liste seemännischer Fachwörter/TOC
Interne Navigations-Vorlage für die Liste seemännischer Fachwörter (A bis M) sowie Liste seemännischer Fachwörter (N bis Z)
| Inhaltsverzeichnis A B C D E F G H I J K L M N O P Q R S T U V W X Y Z |